# Rhodesiella macgregori
Rhodesiella macgregori är en tvåvingeart som först beskrevs av Malloch 1931.  Rhodesiella macgregori ingår i släktet Rhodesiella och familjen fritflugor. Inga underarter finns listade i Catalogue of Life.